# Sumurpule
Sumurpule is een bestuurslaag in het regentschap Rembang van de provincie Midden-Java, Indonesië. Sumurpule telt 2100 inwoners (volkstelling 2010).